# Nivolas-Vermelle
Nivolas-Vermelle é uma comuna francesa na região administrativa de Auvérnia-Ródano-Alpes, no departamento de Isère. Estende-se por uma área de 6,09 km². Em 2010 a comuna tinha 2 718 habitantes (densidade: 446,3 hab./km²).